# Комарів (Івано-Франківський район)
Комарі́в — село в Україні, у Івано-Франківському районі Івано-Франківської області. Входить до складу Галицької міської громади. Населення складає 1471 осіб - 2021 рік.

## Географія
Село Комарів розташоване на лівому березі річки Луква, що впадає в Дністер та межує на півночі з селом Сокіл, на північному заході — з селом Мединя, на південному заході — з селом Сапогів і на півдні — з селом Вікторів.
Розташоване на перетині доріг обласного значення О090304 (Залуква - Боднарів) і О091303 (Сілець - Мединя).

## Археологія
На території Комарова та Сокола виявлено два поселення трипільської культури. У 1930-х роках біля села проводились археологічні дослідження могильника стародавньої культури. Було розкопано поховання доби ранньої бронзи та передскіфських часів. Тут же досліджено поселення та могильник доби середньої бронзи, що дали назву археологічній культурі «комарівська».

## Історія
Першу письмову згадку про село датовано 15 квітня 1437 року. У податковому реєстрі 1515 року документується 6 ланів (близько 150 га) оброблюваної землі та ще 2 лани тимчасово вільної.
У 1918 році село входить до складу Західно-Української Народної Республіки. Після окупації Польщею Західноукраїнської Народної республіки у 1919 році було сільською ґміною Станиславівського повіту Станиславівського воєводства, після укрупнення ґмін 1 серпня 1934 року село належало до гміни Боднарів, а від 15 липня 1935 року — підлягало поліційному відділку (пастерунку) у Боднарові.
У 1921 році комарівці бойкотували перепис населення, який здійснювала польська влада. Політиці полонізації у міжвоєнний період селяни протиставили згуртування і підйом національної свідомості, бойкотували пропольських зрадників, проти чого влада кинула всі сили, станиславівський староста заборонив діяльність товариства «Сокіл», різдвяного вертепу і коляди, проведення танців у Комарові.
У вересні 1939 року, згідно із пактом Молотова — Ріббентропа, село захоплено СРСР.
Під час німецько-радянської війни жителі села організували самооборонну боївку, якою 1942 року розгромлено фашистський загін з 20 осіб. А жителі села Г. І. Микитюк та Т. 3. Баляс допомагали радянським партизанам з'єднання С. А. Ковпака, у той час як більшість мешканців села були вояками або підтримували УПА. Організаторами боротьби були Василь Ворона «Ігор» і Семен Кузь «Залізняк». Боївка «Залізняка» відзначалася активність в боротьбі проти німецьких і радянських окупантів, зокрема в 1944 р. отримала перемоги над загонами енкаведистів під Вікторовом і Соколом. Останній свій бій тривалістю дванадцять з половиною годин вісім бійців боївки прийняли в рідному селі 14.01.1945. Боївка ж «Ігора» ще два роки вела партизанську боротьбу. 3.03.1949 поблизу Сапогова кілька годин вела свій останній бій боївка провідників «Вітра» і «Підкови» (брати Григорій та Іван Микитюки з Комарова). В русі опору взяв участь 91 житель села, з них 31 загинув у боях. У 1950 р. 9 жителів села за зв'язок з підпіллям кинуто в концтабори. 62 мешканці села як члени сімей повстанців були репресовані й вивезені в Сибір.
У 1960-х роках Комарів — село, центр сільської Ради, розташоване за 10 км від районного центру та залізничної станції Галич. Через село проходить автошлях на Галич, Калуш, Івано-Франківськ. Населення — 1516 жителів. Сільській Раді підпорядковане село Сокіл. На території села існував радгосп «Галицький», який спеціалізувався на виробництві молока, вирощуванні льону, рільництві. Працював цегельний завод. В селі були середня школа, клуб, бібліотека, медпункт, поштове відділення, 2 дитячі садки. У 1960-их роках споруджено понад 230 житлових, господарських, культурно-побутових будинків. У селі радянською владою було споруджено обеліск воїнам Червоної Армії, що загинули під час захоплення села в липні 1944 р.

## Сучасність
Станом на 2013 рік в селі діють школа «Комарівська ЗОШ I—III ступенів» у 2019 році Комарівську ЗОШ І-ІІІ ступенів реорганізовано у Комарівський ліцей імені Антіна Могильницького, дитсадок, сільська і шкільна бібліотеки, млин, стадіон, стара дерев'яна Вознесенська церква (1806 року) і нова, близько десяти магазинів, амбулаторія, стоматологічний кабінет, одна забігайлівка, три кафе. Село частково забезпечене централізованим водопостачанням. Підприємливими мешканцями були викуплені чи взяті в оренду приміщення, а також техніка колишнього радгоспу. Зараз там виготовляють піно- та шлакоблоки та інші будівельні матеріали. Футбольна команда «Спартак» часто перемагає у першості району. Нерегулярно по п'ятницях, у вихідні дні та свята проводяться дискотеки. Щосуботи у теплу пору року проводиться базар-ярмарок, де підприємці із сусіднього села Мединя продають різноманітний господарський дріб'язок.
Мешканці села здають частину земель в оренду фірмі Даноша.
У 2018 році замість рідкісних неякісних ремонтів укладено нове асфальтове покриття центральною вулицею Василя Ворони — як складової автошляху О 090304.

## Вулиці
В селі є вулиці:
- Баляса
- Ворони
- Данила Галицького
- Довбуша
- Івана Братчука
- Івана Франка
- Івасюка
- Карпенка-Карого
- Коцюбинського
- Кропивницького
- Левицького
- Лесі Українки
- Мартиновича
- Молодіжна
- Панаса Мирного
- Підверби
- Рабарського
- Стельмаха
- Стефаника
- Хмельницького
- Шевченка

## Видатні люди
- Антін Могильницький — український письменник, громадський і політичний діяч, один із перших будителів 'руського' духу на Галичині за словами І.Франка. Був священиком в селі до 1859 року.[18][19]
- Гросевич Володимир Іванович (нар. 11 листопада 1960, с. Комарів) — поет, новеліст, директор Острівецького НВК Городенківського р-ну Івано-Франківської обл. Автор збірок поезій «Фрески пожовклих листків» (2002), «Малює Ліза сонечко», «Янголи у вікні» (2008).[20]
- Николин Петро Йосипович — громадський діяч, учасник відомого гурту «Дністрові зорі», диригент ансамблю «Цвіт кульбаби» (колишня назва «Журавка»).
- Івасишин Степан Тимофійович (1934—2000) — заслужений вчитель музики, громадський діяч, засновник сільського народного хору, засновник сільського духового оркестру, диригент дитячого хору «Сурмач», ініціатор церковної академічної літургії.[21]
- Якимець Олексій Іванович (1997—2023) — солдат Збройних сил України, учасник російсько-української війни.

## Цікаві факти
- У наш час млин працює на електриці, проте колись це був водний млин й донині зберігся весь його механізм.
- Русло річки Луква було штучно змінене у 2012 році.
- У селі під пагорбом, на якому стоїть дерев'яна церква Вознесіння Господнього, є вхід у печеру, яка за свідчення старших людей веде до замку короля Данила в Галичі.
- Наприкінці 1990-х років завдяки ініціативі тодішньої директорки школи між селом та благодійниками з Нідерландів був налагоджений контакт, котрі відправили декілька вантажних фур гуманітарної допомоги (печиво, солодощі, іграшки, одяг тощо), які в першу чергу були розподілені між молодими мамами та багатодітними сім'ями, а також використані як заохочувальні подарунки найуспішнішим учням місцевої школи.

## Галерея

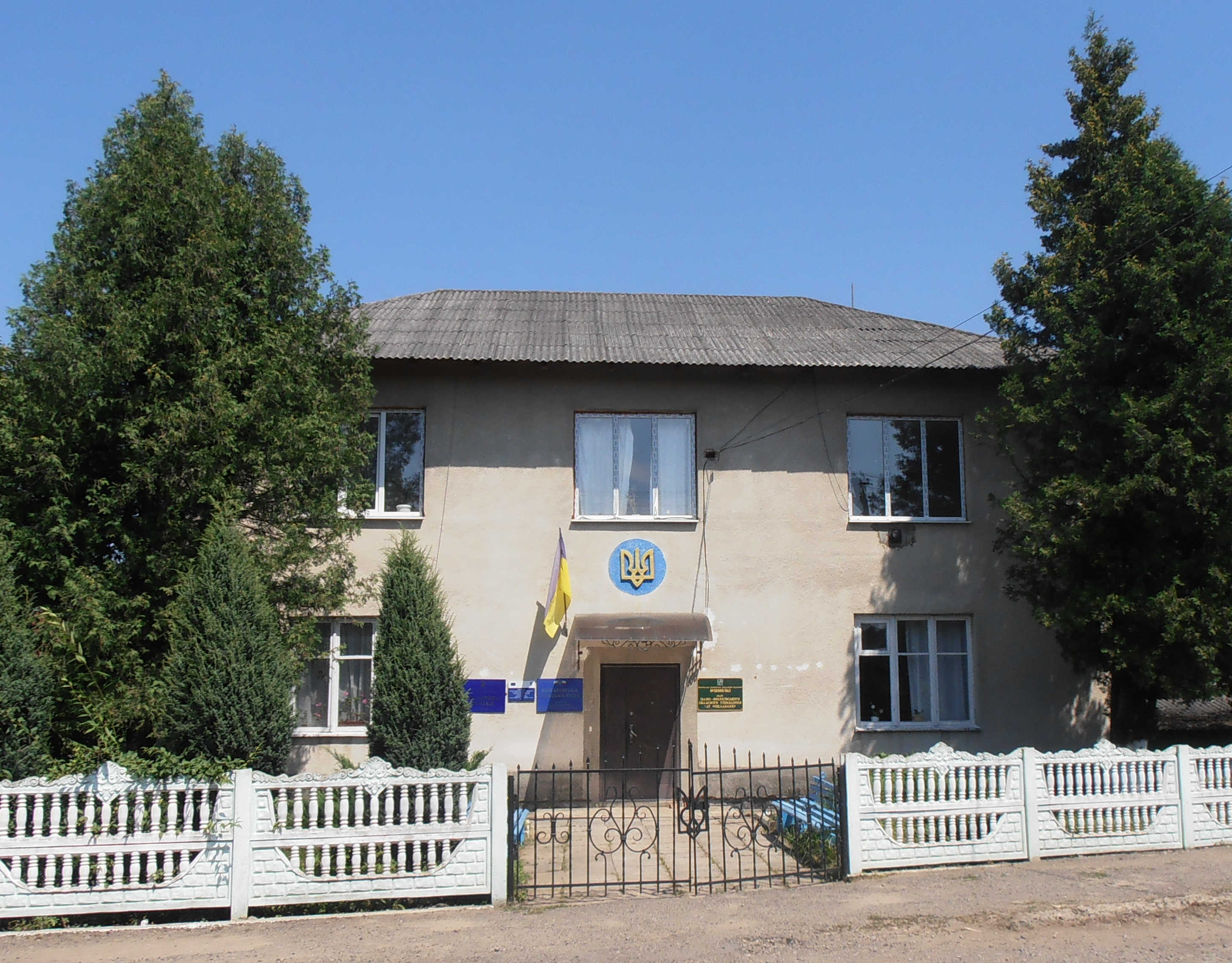
Будівля сільської ради
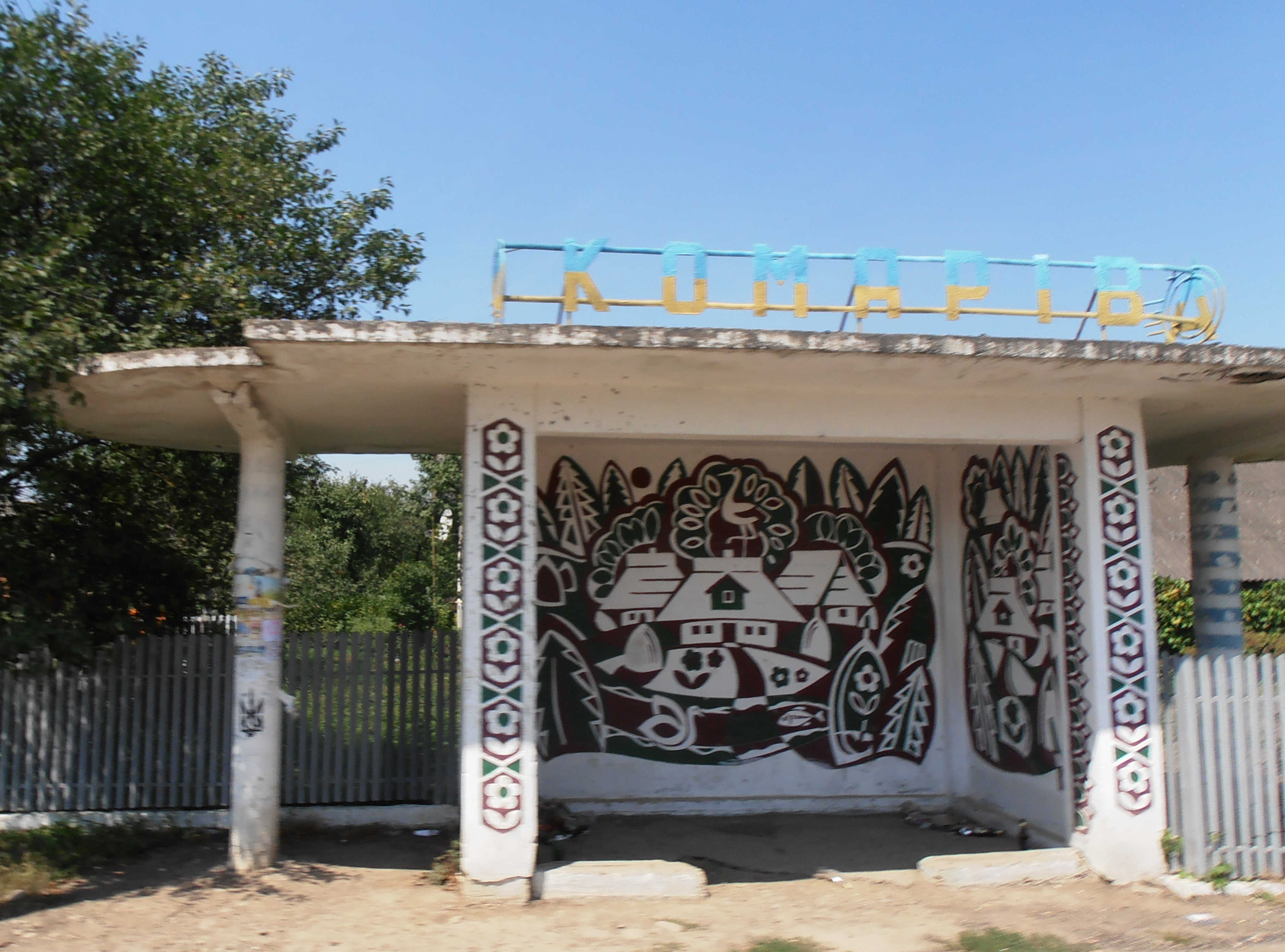
Автобусна зупинка
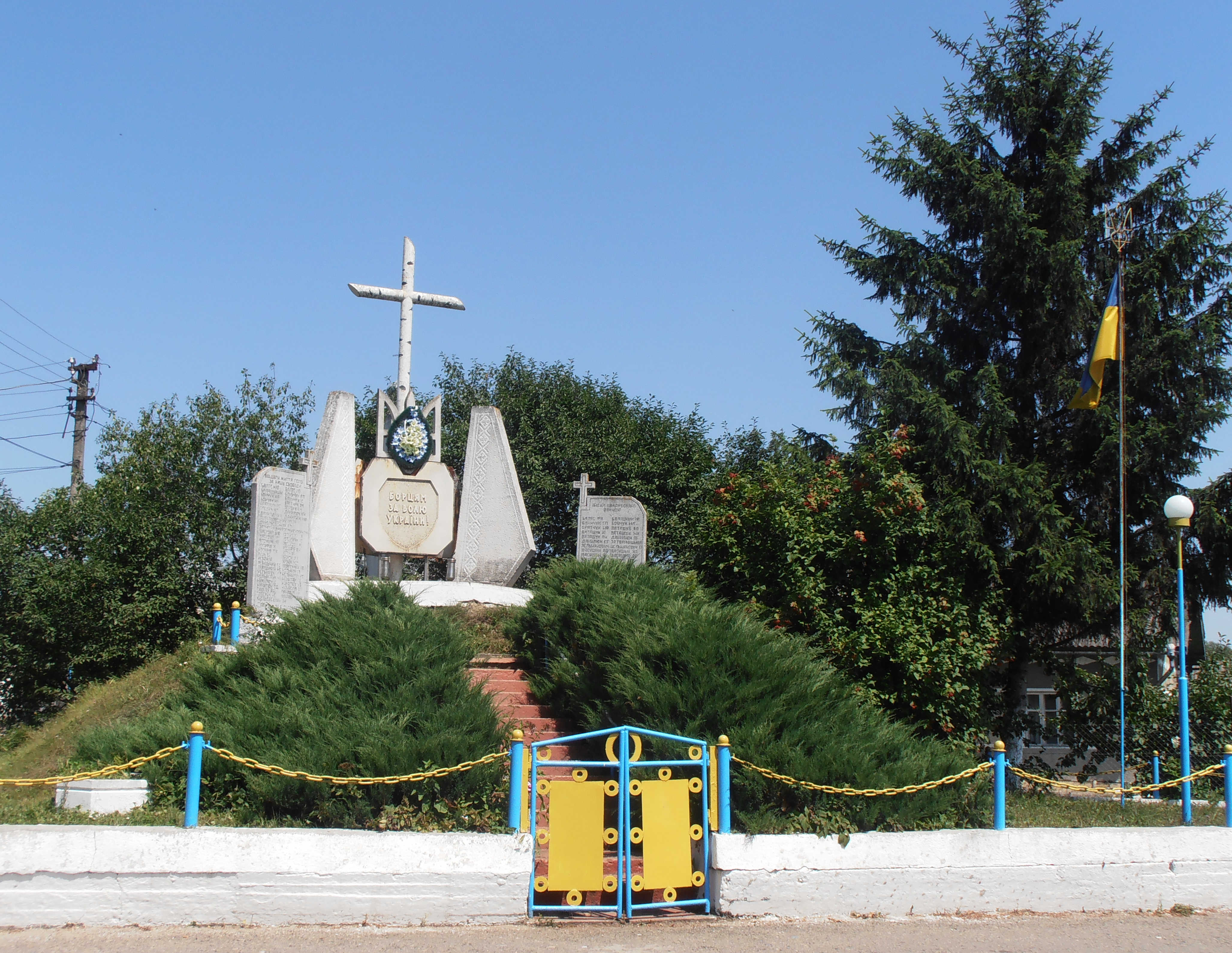
Символічна курган-могила
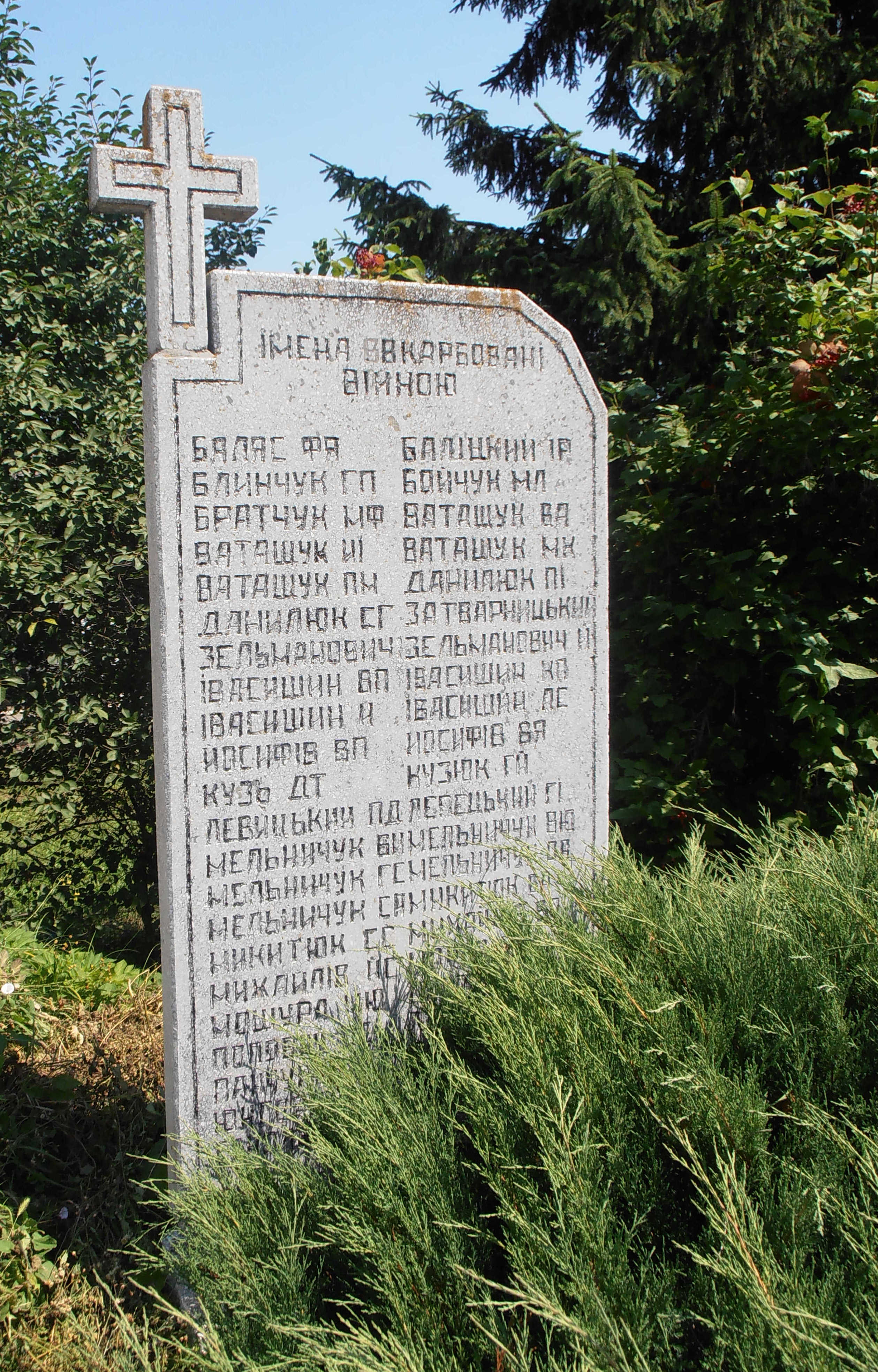
Стела на могилі
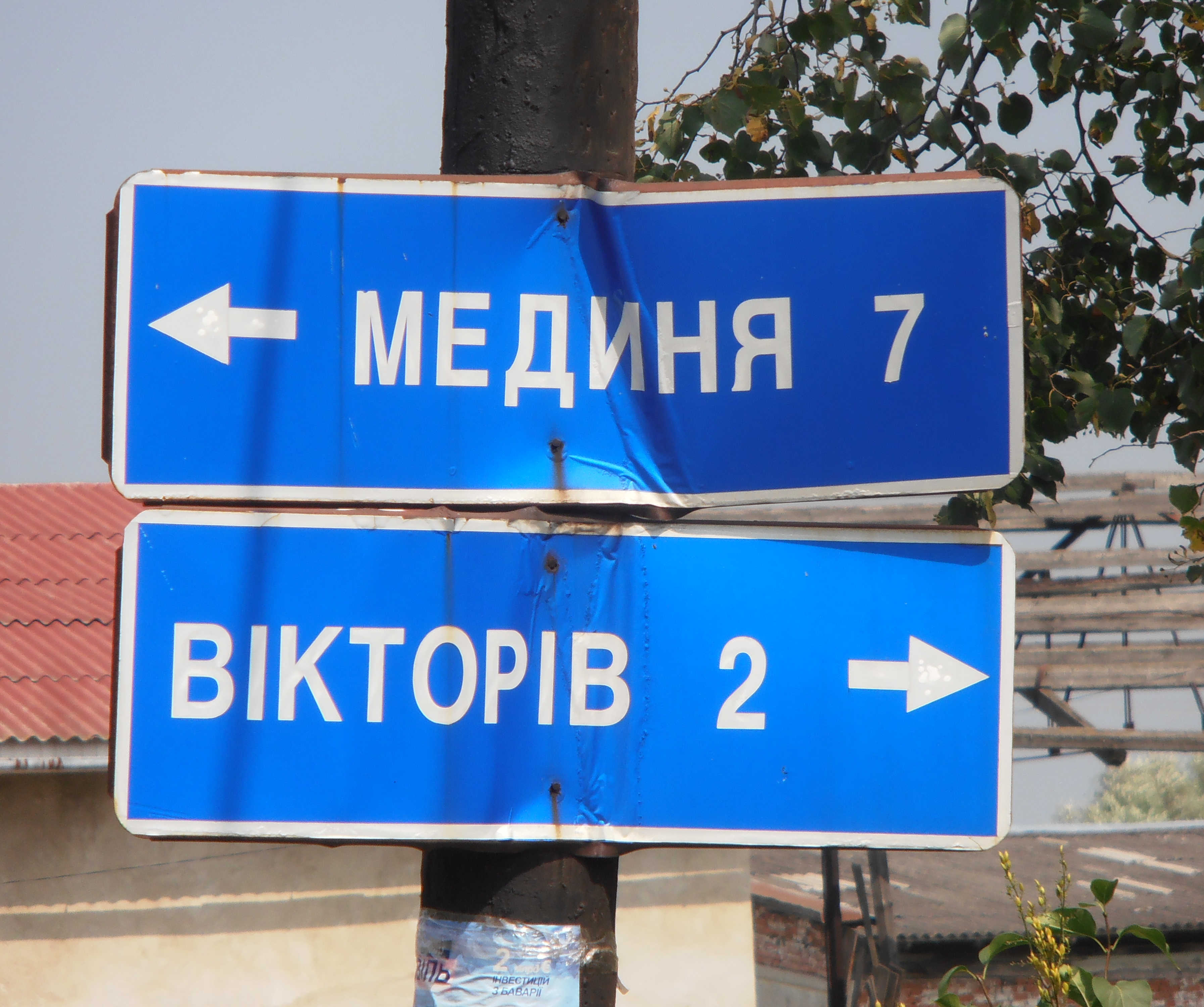
Вказівники на роздоріжжі
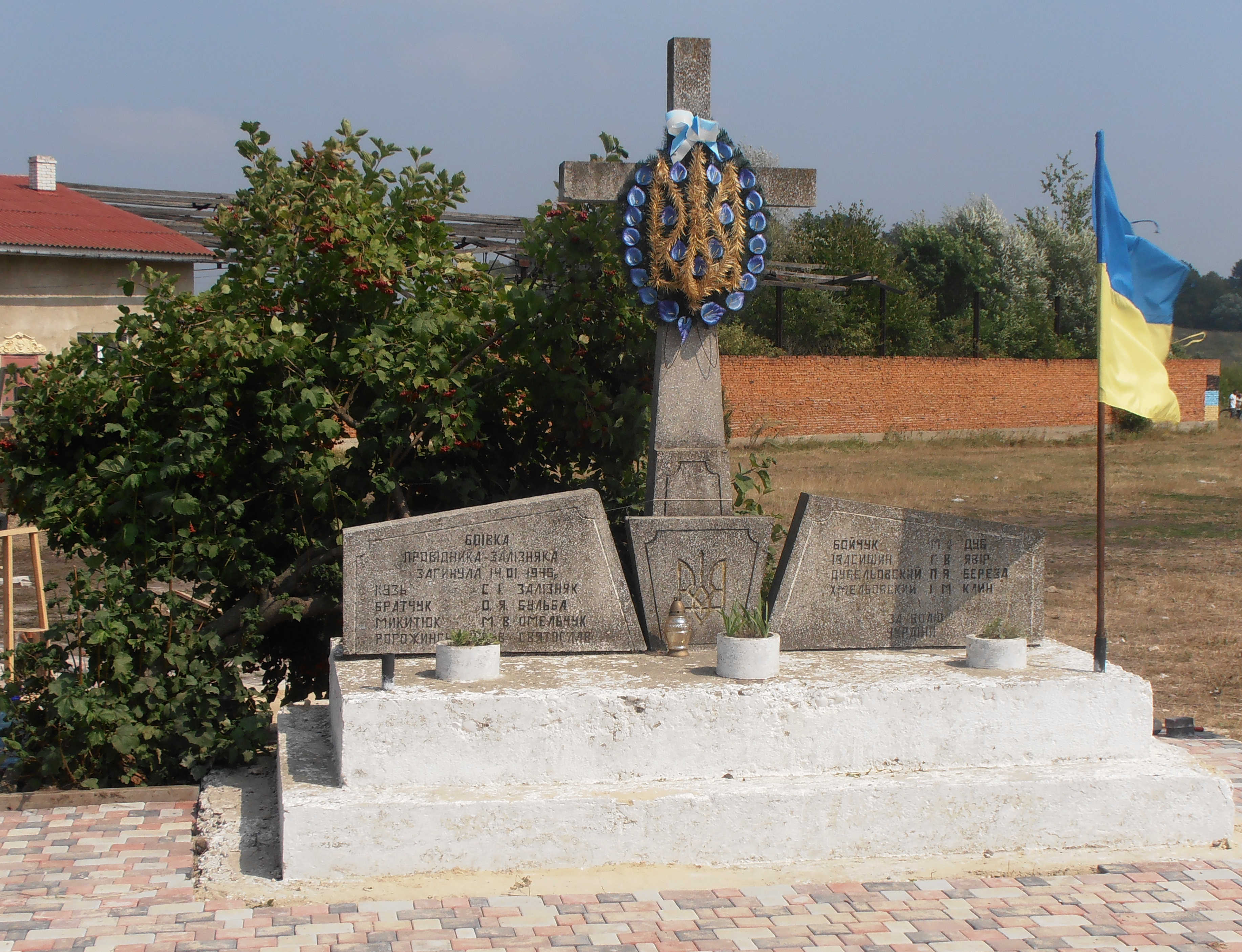
Монумент полеглій боївці СКВ
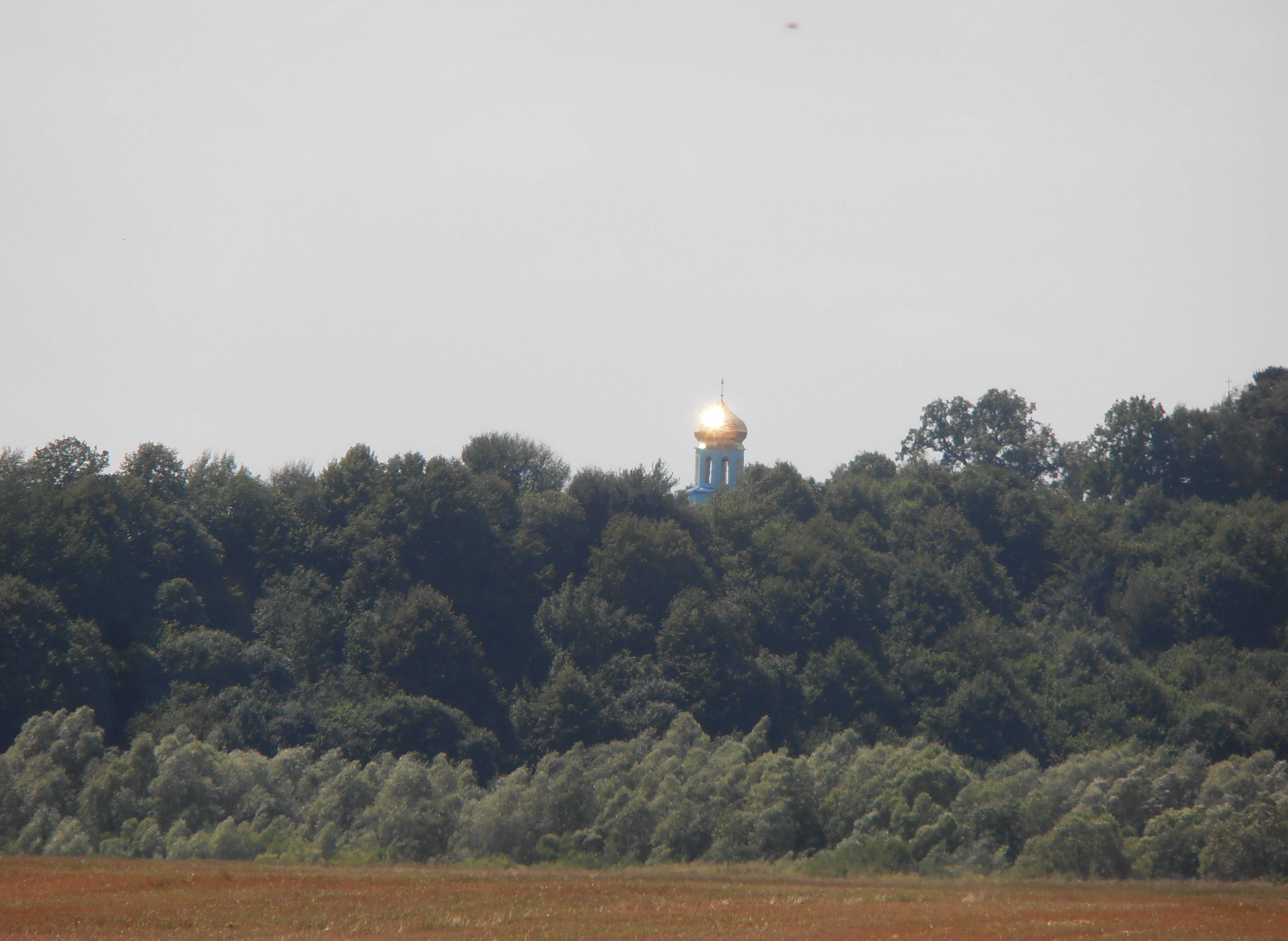
Краєвид на Вікторів
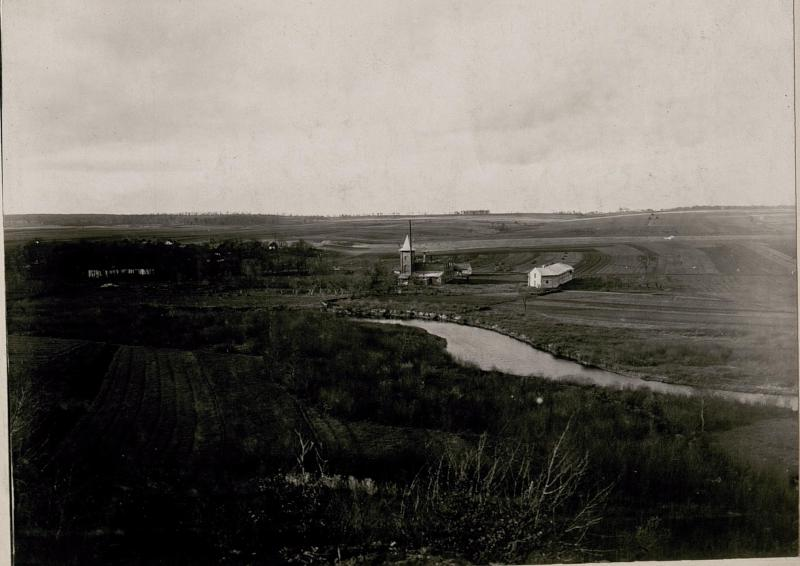
Колишня Ґуральня в с. Комарів